# Daring (Schiff, 1952)
Die Daring, auch HMS Daring (Kennung: L15/D05), war ein Zerstörer und Typschiff der  gleichnamigen Klasse der britischen Marine, der von 1952 bis 1968 in Dienst stand.

## Geschichte
Die spätere Daring wurde am 29. September 1945 bei der Werft Swan, Hunter & Wigham Richardson in Wallsend auf Kiel gelegt. Der Stapellauf erfolgte am 10. August 1949 und die Indienststellung am 8. März 1952. Nach der Indienststellung wurde die Daring der britischen Mittelmeerflotte zugeteilt und war im August 1953 bei Hilfsmaßnahmen nach dem Erdbeben auf Kefalonia und Zakynthos beteiligt. Des Weiteren 1956 bei der britisch-französischen Intervention in Ägypten. Das Schiff wurde am 9. Oktober 1968 außer Dienst gestellt und am 15. Juni 1971 zum Abbruch verkauft.